# Winnsboro Mills
Winnsboro Mills est une census-designated place située dans le comté de Fairfield, dans l’État de Caroline du Sud, aux États-Unis. Lors du recensement de 2020, elle comptait 1 632 habitants.